# 耀西的旅行
《耀西的旅行》是任天堂開發與發行的光槍射擊遊戲，對應超級任天堂遊戲機及其週邊商品Super Scope光線槍，1993年7月14日發行。本作是瑪利歐系列唯一一款以第一人稱視角為特色的光槍射擊遊戲。
日本雜誌《Fami通》打出26/40分。美國《官方任天堂雜誌》打出77%。